# Kalophrynus punctatus
Kalophrynus punctatus är en groddjursart som beskrevs av Peters 1871. Kalophrynus punctatus ingår i släktet Kalophrynus och familjen Microhylidae. IUCN kategoriserar arten globalt som sårbar. Inga underarter finns listade i Catalogue of Life.